# 1347
1347 (MCCCXLVII) fue un año común comenzado en lunes del calendario juliano.

## Acontecimientos
- Comienzo de la gran pandemia de peste negra que asolaría Europa en los años siguientes.
- Ténoch es elegido caudillo de los aztecas.
- Último viaje vikingo conocido a América antes de la llegada de Colón.

## Nacimientos
- Alberto d'Este, señor de Ferrara y Módena.